# Старо-Замотринский погост
Старо-Замотринский погост, Старозамотринский погост, Старозамотринский — упразднённый населённый пункт (тип: погост) в Селивановском районе Владимирской области России. Ныне урочище Замотрино на территории Чертковского сельского поселения.

## География
Урочище расположено при региональной автодороге 17Н-8, в 1 км от деревни Курково, примерно в 2,6 км на юг от центра поселения деревни Чертково и в 24 км на восток от райцентра Красной Горбатки.

## История
Старозамотринский погост известен по писцовым книгам Муромского уезда 1628 года. Погост был дан в вотчину князю Ивану Никитичу Одоевскому за Московское осадное сидение, на погосте были деревянные церковь Николая Чудотворца и церковь святых мучеников Флора и Лавра. К 1825 году вместо деревянных церквей на погосте был построен каменный храм. Престолов в этом храме было два: холодный — во имя Святого Николая Чудотворца, в приделе теплом во имя святых мучеников Флора и Лавра. Старозамотринский приход состоял из деревень: Куркова, Черткова, Иванькова, Алешкова, Петровской, Михальчукова. На погосте с 1887 года существовала церковно-приходская школа, учащихся в 1897 году было 32.    
В конце XIX — начале XX века погост входил в состав Павловской волости Вязниковского уезда. 

## Достопримечательности
Руины Церкви Николая Чудотворца.

## Транспорт
Урочище доступна автотранспортом. Автобусное сообщение с райцентром. Остановка общественного транспорта «Церковь».